# سرهولان (مهاباد)
قرية سرهولان (بالكردية: سەرھۆڵان) هي إحدى القرى التابعة لـمنغور الشرقية في ريف قسم خليفان من مقاطعة مهاباد، في محافظة أذربیجان الغربیة الإيرانية.

## السكان
حسب إحصاءات سنة 2006، بلغ إجمالي السكان في سرهولان 44 نسمة وعدد المساكن 6 مسكن. لغة سكان سرهولان هي اللغة الكردية و هم من أهل السنة والجماعة والمذهب الشافعي.